# Доњемилановачка котлина
Доњемилановачка котлина (рум. Valea Donji Milanovac) је проширење у композитној долини Ђердапа, на граници Србије и Румуније. Налази се између клисуре Госпођин вир на северозападу и клисуре Казан на североистоку. У њој се корито Дунава шири на око 2000 метара, а са десне стране прима и значајнију притоку, Поречку реку. Име је добила по граду Доњем Милановцу који се налази у котлини. Са југа је опасују планине Лишковац, Велики Гребен и Мироч, у Србији, а са севера Мунци Алмажулуј у Румунији.